# Pic de l'Abeillé
Le pic de l'Abeillé est un sommet des Pyrénées, situé sur la frontière franco-espagnole entre les Hautes-Pyrénées, en région Occitanie, et la province de Huesca dans la communauté d'Aragon, qui culmine à 3 029 ou 3 028 mètres d'altitude, dans le massif de Batchimale.

## Géographie
Il est situé entre le département des Hautes-Pyrénées en vallée du Louron entre les vallée de la Pez et le vallon d'Aygues Tortes sur les communes de Génos, Loudenvielle et la vallée de Chistau en Espagne.

### Topographie
Il est situé au nord du Petit Batchimale, à l'ouest du pic des Bacherets et sur la montagne des Coumettes ou de la Pez, sur l'extrémité nord de la crête de Batchimale. Il surplombe le lac du Pic de l'Abeillé et l'ibón pequeno de Bachimala à l'ouest.

### Hydrographie
Le sommet délimite la ligne de partage des eaux entre le bassin de la Garonne côté nord, qui se déverse dans l'Atlantique, et le bassin de l'Èbre, qui coule vers la Méditerranée côté sud.

## Voies d'accès
Côté français on peut y accéder par le port de la Pez dans la vallée de la Pez au départ de la centrale hydroélectrique de Tramezaygues, au pont du Prat ou par le refuge de la Soula dans le vallon d'Aygues Tortes toujours au départ du pont du Prat.

## Protection environnementale
Le sommet fait partie d'une zone naturelle protégée, classée ZNIEFF de type 2 : vallée du Louron.